# Caren Miosga

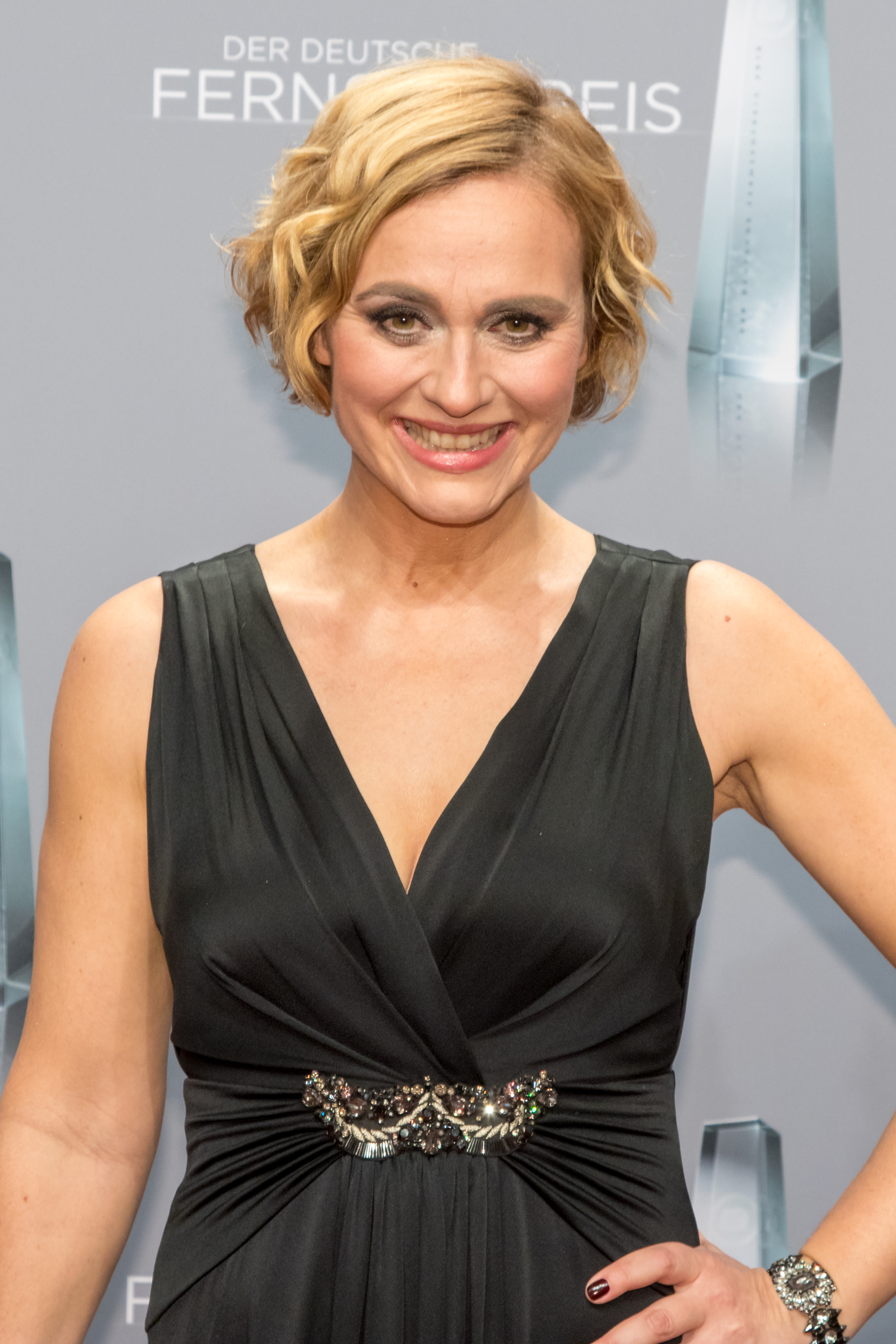
Caren Miosga (2018)

Caren Miosga ([miˈʔɔsɡa], meist [m(i)ˈjɔsɡa] ausgesprochen; bürgerlich: Caren Miosga-Grob; * 11. April 1969 in Peine) ist eine deutsche Fernsehmoderatorin und Journalistin. Von Juli 2007 bis Oktober 2023 moderierte sie die täglich ausgestrahlte ARD-Nachrichtensendung Tagesthemen. Seit Januar 2024 ist sie Moderatorin der politischen Talkshow in der ARD sonntagabends (Sendetitel Caren Miosga).

## Leben und Werdegang
Caren Miosga wurde als zweite Tochter des aus Oberschlesien stammenden Maurers und späteren Diakons Wolfgang Miosga und seiner Frau Elisabeth 1969 in Peine geboren und wuchs mit zwei Schwestern in Ilsede auf, wo sie das Gymnasium besuchte. In ihrer Jugend gehörte sie einem Jazz-Dance-Ensemble an. Sie war in Hannover Sängerin einer Schlagerband mit Namen „Kurt und die Dillenberger.“ Miosga studierte Geschichte und Slawistik an der Universität Hamburg. Danach arbeitete sie für die Hörfunksender Radio Schleswig-Holstein, Radio Hamburg, N-Joy und den Fernsehsender RTL-Nord. Parallel zum Studium war sie Reiseleiterin in Sankt Petersburg und Moskau und berichtete für den Hörfunk aus Russland. 1999 ging Miosga zum NDR Fernsehen und moderierte dort das Kulturjournal und von 2003 bis 2005 das Medienmagazin Zapp. Ab Mai 2006 präsentierte sie das ARD-Kulturmagazin ttt – titel, thesen, temperamente.
Ab dem 16. Juli 2007 wurde Miosga Nachfolgerin von Anne Will in der ARD-Nachrichtensendung Tagesthemen. 2017 erhielt sie dafür die Goldene Kamera in der Kategorie „Beste Information“ gemeinsam mit Marietta Slomka (heute-journal) und Peter Kloeppel (RTL Aktuell). 2021 erhielt sie den Grimme-Preis als besondere Ehrung des Deutschen Volkshochschul-Verbandes. Vom 20. September 2022 an war Miosga die dienstälteste Moderatorin der Tagesthemen seit dem Ausscheiden Ulrich Wickerts aus dem Moderationsteam dieser Sendung. Am 5. Oktober 2023 moderierte sie die Sendung zum letzten Mal.
Im Mai 2023 wurde bekannt, dass sie Nachfolgerin Anne Wills auf dem für Politiktalk reservierten Sendeplatz sonntags abends nach dem Tatort werden soll. Die am 21. Januar 2024 erstmals ausgestrahlte Sendung trägt den Titel Caren Miosga.
Miosga ist römisch-katholisch. Seit 2007 ist sie mit dem Pathologen Tobias Grob verheiratet und hat mit ihm zwei Töchter (* 2006 und * 2010).

## Hörbücher (Auswahl)
- 2023: Uwe Johnson: Jahrestage – Aus dem Leben von Gesine Cresspahl (Hörbuch, der Audio Verlag)